# Bijkolibrie
De bijkolibrie of zunzuncito (Mellisuga helenae) is de kleinste vogel ter wereld. Vaak wordt gesteld dat hij daarmee ook de kleinste bekende dinosauriër is. Het is een voor uitsterven gevoelige, endemische vogelsoort op Cuba.

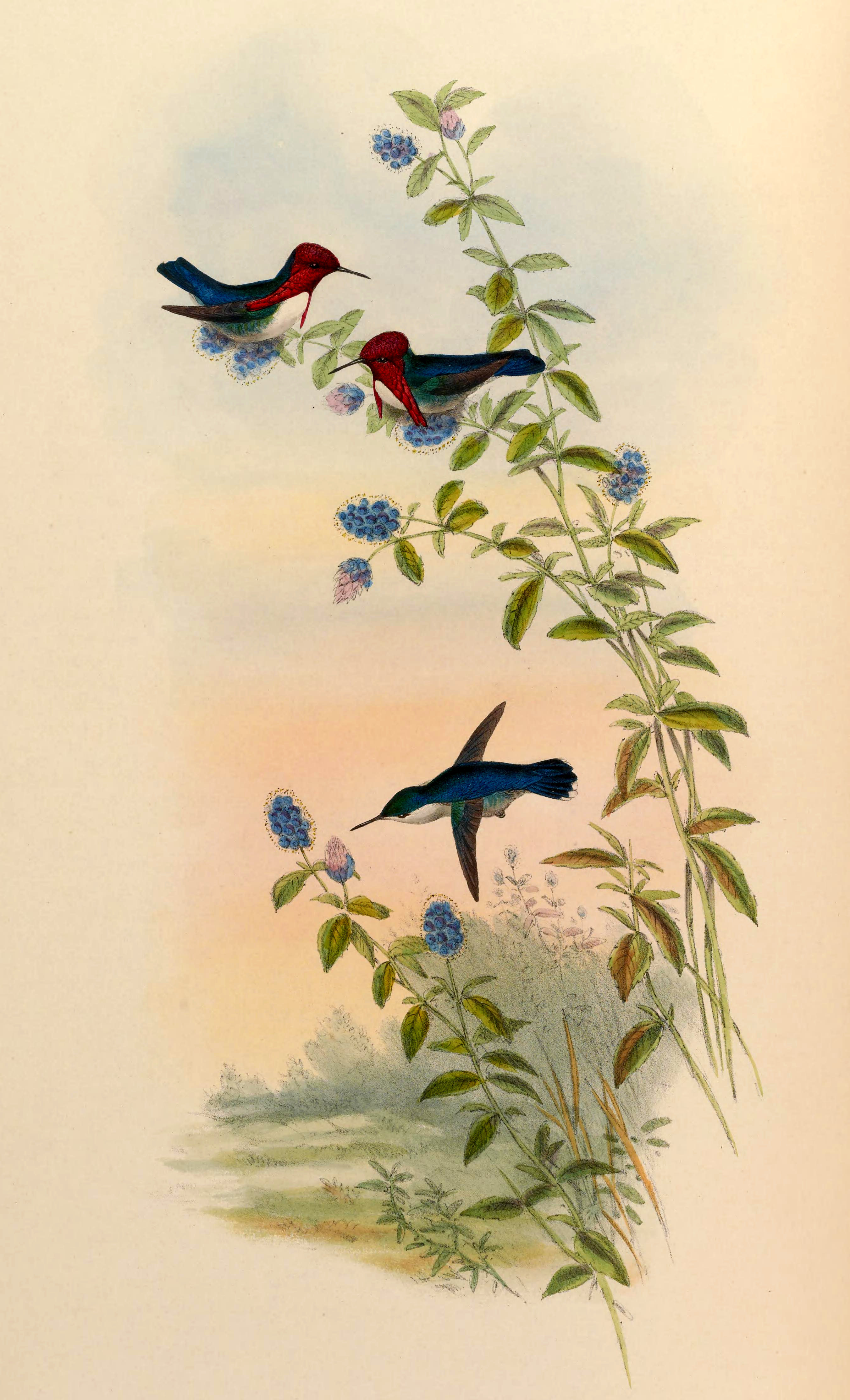
Illustratie uit 1861 uit A monograph of the Trochilidae, or family of humming-birds deel 3 van John Gould. Hierop staan de mannetjes afgebeeld.

## Kenmerken
Deze kolibrie is 5 tot 6 cm lang. Het gewicht ligt tussen de 1,6 en 2,6 gram; het vrouwtje weegt 0,5 gram meer dan het mannetje. Het mannetje is de lichtste vogel die er is. Het mannetje is groen met grijswitte onderdelen en heeft een iriserende vuurrode kop en keelvlek. De veren van deze vuurrode keelvlek zijn verlengd en kunnen worden opgezet. Het vrouwtje mist deze iriserende veren op de kop en de hals. Onvolwassen vogels lijken op het vrouwtje. De snavel is matzwart en recht. De vogel is van boven blauwachtig tot grijs.

## Verspreiding en leefgebied

### Geografische verspreiding
De soort komt alleen maar voor op een paar plaatsen in Cuba waaronder de provincie Ciudad de La Habana, het moerasgebied Zapatas, het uiterst westelijk gelegen schiereiland  Guanahacabibes, het berggebied  Cuchillas de Toa, de omgeving van Mayarí en het kustgebied van Guantánamo. Vroeger was de vogel veel algemener en kwam ook nog voor op het eiland Isla de la Juventud.

### Leefwijze
Het leefgebied bestaat uit terrein met bos en struikgewas en tuinen, soms in vrij open landschap met een voorkeur voor bosranden van natuurlijk, dicht bos met struikgewas en ontwikkeld bos waarin slingerplanten en epifyten voorkomen.
Bijkolibries eten vooral nectar, ze zweven voor een bloem en duwen hun korte, rechte snaveltje in de bloemkelk. Ze vangen in de vlucht ook insecten.

### Voortplanting
De eieren van de bijkolibrie zijn slechts 6 mm lang, wat kleiner is dan een erwt.

## Status
De bijkolibrie heeft een sterk versnipperd verspreidingsgebied en daardoor is de kans op uitsterven aanwezig. De grootte van de populatie is (nog) niet gekwantificeerd, maar de vogel is schaarser geworden. Het leefgebied wordt aangetast door ontbossing waarbij natuurlijk bos wordt omgezet in gebied voor agrarisch gebruik zoals de teelt van cacao, koffie en tabak. Om deze redenen staat deze soort als gevoelig op de Rode Lijst van de IUCN.